# Danh sách trang bị của Lực lượng Phòng vệ Mặt đất Nhật Bản
Dưới đây là danh sách các trang bị hiện đang được biên chế cho Lực lượng Phòng vệ Mặt đất Nhật Bản.

## Quân phục

### Các mẫu ngụy trang
| Tên                                   | Lực lượng sử dụng                                                                                       | Thời gian sử dụng                                             | Chú thích |
| ------------------------------------- | --- | ------------------------------------------------------------- | --- |
| Type I                                | Lữ đoàn Dù 1, các nhóm pháo phòng không của JGSDF                                                       | Những năm 1970-1990 (vẫn được sử dụng hạn chế trong năm 2014) | Còn được gọi là "Old Camo" hoặc "Airborne Camo", là mẫu ngụy trang đầu tiên được Nhật Bản áp dụng từ sau Chiến tranh thế giới thứ hai. Nó được thiết kế dựa trên vùng hoang dã của Hokkaidō. Các mảng màu trở nên dễ phân biệt sau khi giặt và bản thân họa tiết cũng không phù hợp với môi trường ở lục địa Nhật Bản, dẫn đến sự ra đời của mẫu ngụy trang Type II |
| Type II                               | JGSDF, JMSDF, học viên Học viện Phòng vệ Nhật Bản và lực lượng Air Rescue Wings Pararescuemen của JASDF | 1991–nay                                                      | Mẫu thiết kế trong nước thứ hai. Vải được làm từ 50% cotton/50% vinylon hoặc 70% vinylon/30% cotton. Mẫu ngụy trang trước đó có sử dụng vải chống tia hồng ngoại/chống cháy, nhưng mẫu sau thiếu đi tính năng này |
| Type II brown-dominant winter pattern | JGSDF                                                                                                   | 1991–nay                                                      | Độ tương phản tối hơn so với mẫu ngụy trang Type II để phù hợp với màu sắc của cây cối mùa đông |
| Type III                              | JGSDF                                                                                                   | 2007–nay                                                      | Được sửa đổi từ mẫu ngụy trang Type II với vải làm từ 50% cotton/50% vinylon hoặc 70% vinylon/30% cotton (tùy thuộc vào thời hạn hợp đồng/nhà sản xuất) cùng với một số thay đổi khác. Túi sau trên quần đã được loại bỏ. Thắt lưng (được làm từ cùng một loại vải) đi kèm với một thẻ tên, không giống như đồng phục chiến đấu và đồng phục huấn luyện ngụy trang sử dụng mẫu Type II trước đây. Đồng phục chiến đấu và đồng phục huấn luyện ngụy trang Type III （戦闘服3型・迷彩作業服3型 hoặc ngắn gọn là 戦闘服） có cùng khuôn mẫu với Type II. Mỗi binh sĩ sẽ nhận được hai bộ đồng phục huấn luyện ngụy trang Type III lúc nhập ngũ, sau khi kết thúc huấn luyện họ sẽ nhận được hai bộ đồng phục chiến đấu Type III, đồng phục lính dù hoặc đồng phục lính tăng, tùy thuộc vào đơn vị phục vụ của người lính đó. Đồng phục chiến đấu và đồng phục huấn luyện ngụy trang giống hệt nhau, ngoại trừ thẻ quần áo. Phiên bản thương mại của mặt hàng này (phiên bản 100% polyester, phiên bản cotton/poli, v.v.) không còn được phép sử dụng, kể cả phiên bản làm từ vinylon/cotton. Việc sử dụng cho mũ bảo hiểm thương mại bằng vải vinylon/cotton được cho phép. Các phiên bản thương mại có các mảng màu hơi khác nhau |
| JGSDF Desert camouflage               | Đơn vị đào tạo các hoạt động hợp tác hòa bình quốc tế và Lực lượng Thường trực Trung ương của JGSDF     | Tháng 6 năm 2010–nay                                          | Được JGSDF thông qua sử dụng cho các đợt triển khai ở Trung Đông. Mẫu thiết kế này là một phiên bản dùng ở sa mạc của mẫu ngụy trang JGSDF sử dụng trước đó. Đơn vị đầu tiên sử dụng mẫu ngụy trang đặc biệt này là Lực lượng Thường trực Trung ương trong DAPE (Deployment Air Force for Counter-Piracy Operation) lần thứ 4 ở Vịnh Aden |

### Trang bị cá nhân
| Hình ảnh    | Tên                                      | Miêu tả |
| ----------- | ---------------------------------------- | --- |
| không khung | Mũ bảo hiểm Type 66                      | Phần lớn đã được thay thế bằng mũ bảo hiểm Type 88. Giống như mũ bảo hiểm M1 của Mỹ, nó được làm bằng hợp kim sắt |
| không khung | Mũ bảo hiểm Type 88                      | Mũ bảo hiểm kevlar PASGT phiên bản Nhật Bản, được sử dụng thay thế cho mũ bảo hiểm Type 66 |
|             | Áo lót chiến đấu Type 2                  | Áo phông kaki chống cháy, chủ yếu được sử dụng cho các mục đích nghi lễ |
| không khung | Bộ tải chiến đấu                         | Trang phục hỗn hợp |
|             | Đồng phục chiến đấu trong thời tiết lạnh | Bao gồm một chiếc áo sơ mi dài tay kết hợp cùng quần dài tương ứng (được làm từ chất liệu vải tổng hợp mỏng), áo len Acryl và quần dài tương ứng, đi kèm với một chiếc cổ áo cài cúc được gấp lại |
|             | Áo khoác công sở                         | Được lưu hành như một vật dụng cá nhân. Nó dự định sẽ được sử dụng trong những mùa lạnh thay cho đồng phục công sở. Gồm hai túi trước ngực và hai túi dưới (có vạt không đóng) |
| không khung | Áo mưa quân nhu                          | Được lưu hành như một vật dụng cá nhân |
| không khung | Ủng chiến đấu Type 2                     | Ủng đi rừng với lớp lót giống như kevlar, mẫu tương tự được lưu hành như một vật dụng cá nhân gọi là ủng chiến đấu Type 3 |
|             | Ủng đi tuyết                             | |
| không khung | Áo chống đạn                             | Được lưu trữ như một loại vũ khí thay vì một vật dụng cá nhân, giới thiệu lần đầu vào năm 1992. Các áo chống đạn được thiết kế đi kèm với nhiều túi đựng đạn. Ở một số đơn vị, áo chống đạn Type 2 và/hoặc áo chống đạn Type 3 được lưu hành |
|             | Thẻ tên                                  | Không giống như phù hiệu cấp bậc/kỹ năng (có màu xanh lá cây của áo camo hiện tại), thường các thẻ tên có màu xám ô liu của đồng phục huấn luyện Type 65. Do quy định của JSDF không đề cập đến thẻ tên nên mỗi đơn vị đều có quy định riêng về chúng. Thẻ tên của các đơn vị khác nhau sẽ có bố cục, độ dài, phông chữ, chữ cái (chữ cái tiếng Nhật hoặc tiếng Latinh), vị trí, phương pháp đính kèm (may hoặc sử dụng khóa dán), v.v. khác nhau. Một vài quân đoàn không sử dụng thẻ tên cho áo khoác mùa đông |
|             | Bộ đồ thể thao và giày chạy              | Mỗi binh sĩ phải mua một bộ đồ thể thao và đôi giày chạy cho riêng mình khi nhập ngũ. Được gọi là "ジャー戦 (Jaasen, nghĩa đen là áo sơ mi và đồng phục chiến đấu)", nó bao gồm áo khoác chiến đấu, mũ bảo hiểm, quần thể thao và giày chạy. Chúng thường được sử dụng trong các chương trình đào tạo chạy bộ, khi ăn uống trong căng tin hoặc khi tắm biển |
|             | Mũ bóng chày                             | Nhiều quân đoàn sử dụng mũ bóng chày có biểu tượng của quân đội thay vì dùng mũ bảo hiểm đã được cấp. Vì nó được giới thiệu một cách không chính thức nên không được cung cấp bởi JGSDF. Không có tiêu chuẩn nào dành cho mũ bóng chày, mặc dù trong nhiều trường hợp, chiếc mũ bóng chày có thêu họ của người lính ở phía trên tai trái |
|             | Áo phông CAB Clothing Coolnice 2 Pack OD | Được cấp cho một vài quân đoàn sử dụng trong các chiến dịch Tohoku vào năm 2011 |
|             | Carabiner                                | Có thể được mua riêng lẻ. Sử dụng bằng cách gắn dây thừng vào thắt lưng bên phải hoặc bên trái trên đồng phục chiến đấu, có thể dùng để treo găng tay hoặc mũ bảo hiểm chiến đấu |
|             | Túi đeo vai                              | Có thể được mua riêng lẻ vì đồng phục chiến đấu không có túi đeo vai. Có nhiều phiên bản thương mại khác nhau. Một vài quân đoàn sử dụng phiên bản khóa dán để đính kèm các bản vá lỗi đơn vị, phù hiệu, v.v. |

## Vũ khí bộ binh
| Hình ảnh                    | Chủng loại               | Nguồn gốc                    | Loại                                        | Chú thích |
| Trang bị tiêu chuẩn         | Trang bị tiêu chuẩn      | Trang bị tiêu chuẩn          | Trang bị tiêu chuẩn                         | Trang bị tiêu chuẩn |
| --------------------------- | ------------------------ | ---------------------------- | ------------------------------------------- | --- |
|                             | Minebea P9               | Tây Đức · Thụy Sĩ · Nhật Bản | Súng ngắn bán tự động 9×19mm Parabellum     | Được chế tạo theo giấy phép với sự quản lý của Minebea và được chỉ định là Minebea P9. Thường sử dụng cùng với bao súng hoặc bao súng đeo chân Safariland. Nó là một trang bị tiêu chuẩn kể từ năm 1982 |
|                             | H&K SFP9-M               | Đức                          | Súng ngắn bán tự động 9×19mm Parabellum     | Được sử dụng thay thế cho SIG P220, bắt đầu từ năm 2020. Tổng cộng có 323 khẩu đã được mua |
|                             | Minebea PM-9             | Nhật Bản                     | Súng tiểu liên 9×19mm Parabellum            | Được chế tạo bởi Minebea. Giới thiệu lần đầu vào năm 1999, đây là khẩu súng tiểu liên duy nhất được sản xuất trong nước của Lực lượng Phòng vệ Mặt đất Nhật Bản. Nó có nguồn gốc từ Uzi.                |
|                             | Howa Type 20             | Nhật Bản                     | Súng trường tấn công 5,56×45mm NATO         | Được sử dụng thay thế cho Type 89, bắt đầu từ năm 2020. Tổng cộng có 3.283 khẩu đã được mua |
|                             | Howa Type 89             | Nhật Bản                     | Súng trường tấn công 5,56×45mm NATO         | Được sử dụng thay thế cho Type 64 từ năm 1989. Nó có nguồn gốc từ AR-18 |
|                             | Sumitomo Minimi          | Bỉ                           | Súng máy hạng nhẹ 5,56×45mm NATO            | Được chế tạo theo giấy phép với sự quản lý của Sumitomo và là súng máy cấp tiểu đội tiêu chuẩn. Điểm độc đáo của loại súng này là thiết kế của nó có tấm chắn nhiệt                                     |
|                             | NTK/Sumitomo Type 62     | Nhật Bản                     | Súng máy đa chức năng 7,62×51mm NATO        | Được chế tạo bởi Sumitomo. Phần lớn chúng đã được thay thế bởi Minimi, nhưng Type 62 vẫn được sử dụng để hỗ trợ bộ binh như một khẩu súng máy hạng trung và gắn trên xe chiến đấu bọc thép              |
|                             | NTK/Sumitomo Type 74     | Nhật Bản                     | Súng máy đa chức năng 7,62×51mm NATO        | Biến thể lắp cố định của Type 62, được sử dụng đặc biệt cho xe chiến đấu bọc thép |
|                             | Sumitomo J2              | Hoa Kỳ · Nhật Bản            | Súng máy hạng nặng .50 BMG (12,7x99mm NATO) | Bản sao của Browning M2, được chế tạo theo giấy phép với sự quản lý của Sumitomo |
|                             | M24                      | Hoa Kỳ                       | Súng bắn tỉa 7,62×51mm NATO                 | Được chế tạo bởi Remington Arms. Giới thiệu lần đầu vào năm 2002, nó đang được sử dụng bởi các xạ thủ bắn tỉa, Lữ đoàn Dù 1 và Lực lượng Đặc nhiệm Nhật Bản                                             |
|                             | Howa Type 96             | Nhật Bản                     | Súng phóng lựu tự động 40x46mm              | Được đưa vào sử dụng từ năm 1996. Nó là vũ khí được trang bị sử dụng cho cả bộ binh và xe chiến đấu bọc thép                                                                                            |
|                             | Type 06                  | Nhật Bản                     | Lựu đạn bắn bằng súng                       | Được chế tạo bởi Daikin từ năm 2006. Loại lựu đạn này có thể được sử dụng bằng Type 64 hoặc Type 89 |
|                             | M67                      | Hoa Kỳ                       | Lựu đạn                                     | |
|                             | M18A1                    | Hoa Kỳ                       | Mìn chống người định hướng                  | Có thể kích nổ bằng dây bẫy ba chân hoặc máy điểm hoả điều khiển từ xa |
|                             | Howa 84RR                | Thụy Điển                    | Súng không giật 84x246mm                    | Được chế tạo theo giấy phép với sự quản lý của Howa và được chỉ định là súng không giật 84 mm |
|                             | Nissan/IHI Aerospace LAM | Tây Đức · Nhật Bản           | Súng phóng tên lửa chống tăng 110mm         | Được chế tạo theo giấy phép với sự quản lý của Nissan/IHI Aerospace |
| Trang bị đặc biệt           |                          |                              |                                             | |
|                             | H&K USP                  | Đức                          | Súng ngắn bán tự động 9×19mm Parabellum     | Chỉ trang bị cho Lực lượng Đặc nhiệm Nhật Bản |
|                             | H&K MP5                  | Tây Đức                      | Súng tiểu liên 9×19mm Parabellum            | Chỉ trang bị cho Lực lượng Đặc nhiệm Nhật Bản |
|                             | H&K MP7                  | Đức                          | Súng tiểu liên HK 4,6×30mm                  | Chỉ trang bị cho Lực lượng Đặc nhiệm Nhật Bản |
|                             | M4                       | Hoa Kỳ                       | Súng trường tấn công 5,56×45mm NATO         | Chỉ trang bị cho Lực lượng Đặc nhiệm Nhật Bản |
| Tập tin:Scar L Standard.png | FN SCAR                  | Bỉ                           | Súng trường tấn công 5,56×45mm NATO         | Chỉ trang bị cho Lực lượng Đặc nhiệm Nhật Bản |
|                             | H&K G36                  | Đức                          | Súng trường tấn công 5,56×45mm NATO         | Chỉ trang bị cho Lực lượng Đặc nhiệm Nhật Bản |
|                             | H&K HK416                | Đức                          | Súng trường tấn công 5,56×45mm NATO         | |
|                             | H&K HK417                | Đức                          | Súng trường chiến đấu 7,62×51mm NATO        | |
|                             | M203                     | Hoa Kỳ                       | Súng phóng lựu gắn dưới nòng 40x46mm        | |
|                             | M72 LAW                  | Hoa Kỳ                       | Súng phóng tên lửa chống tăng hạng nhẹ 66mm | |
| Tập tin:Milkor MGL.jpg      | M32A1                    | Nam Phi                      | Súng phóng lựu ổ quay 40x46mm               | |
| Súng cối                    |                          |                              |                                             | |
|                             | Type 96                  | Pháp                         | Súng cối hạng nặng 120mm                    | Được chế tạo theo giấy phép với sự quản lý của Howa. Tổng cộng có 462 khẩu đã được mua từ 1990-2017 |
|                             | L16                      | Anh Quốc                     | Súng cối 81mm                               | Được chế tạo theo giấy phép với sự quản lý của Howa |
|                             | Hirtenberger M6C-210     | Áo                           | Súng cối hạng nhẹ 60mm                      | |
| Lựu pháo                    |                          |                              |                                             | |
|                             | FH70                     | Anh Quốc · Tây Đức · Ý       | Lựu pháo 155 mm                             | Được chế tạo theo giấy phép với sự quản lý của Japan Steel Works. Tổng cộng có 480 khẩu đã được chế tạo tính đến năm 2008                                                                               |

## Tên lửa
| Hình ảnh    | Chủng loại      | Nguồn gốc | Loại                                                     |
| ----------- | --------------- | --------- | -------------------------------------------------------- |
| không khung | Type 01         | Nhật Bản  | Tên lửa điều khiển chống tăng 140mm                      |
| không khung | Type 79         | Nhật Bản  | Tên lửa điều khiển chống tăng/tàu đổ bộ hạng nặng 153mm  |
| không khung | Type 87         | Nhật Bản  | Tên lửa điều khiển chống tăng dẫn đường bằng laser 110mm |
| không khung | Type 88         | Nhật Bản  | Tên lửa đất đối hạm 350mm                                |
| không khung | Type 12         | Nhật Bản  | Tên lửa đất đối hạm 350mm                                |
| không khung | Type 96         | Nhật Bản  | Tên lửa chống tăng/tàu đổ bộ 160mm                       |
| không khung | Chū-MPM         | Nhật Bản  | Tên lửa chống tăng/tàu đổ bộ 140 cm                      |
| không khung | Improved-HAWK   | Hoa Kỳ    | Tên lửa đất đối không tầm trung 370mm                    |
| không khung | FIM-92A Stinger | Hoa Kỳ    | Tên lửa đất đối không vác vai 70mm                       |
| không khung | Type 81         | Nhật Bản  | Tên lửa đất đối không tầm ngắn 160mm                     |
| không khung | Type 91 Kai     | Nhật Bản  | Tên lửa đất đối không vác vai 80mm                       |
| không khung | Type 93         | Nhật Bản  | Tên lửa đất đối không tầm ngắn 80mm                      |
|             | Type 03         | Nhật Bản  | Tên lửa đất đối không tầm trung 320mm                    |
|             | Type 11         | Nhật Bản  | Tên lửa đất đối không tầm ngắn 160mm                     |

## Phương tiện
| Hình ảnh                | Chủng loại              | Loại                             | Số lượng                  | Chú thích                                                                                      |
| Xe tăng/Xe thiết giáp   | Xe tăng/Xe thiết giáp   | Xe tăng/Xe thiết giáp            | Xe tăng/Xe thiết giáp     | Xe tăng/Xe thiết giáp                                                                          |
| ----------------------- | ----------------------- | -------------------------------- | ------------------------- | ---------------------------------------------------------------------------------------------- |
|                         | Type 10                 | Xe tăng chiến đấu chủ lực        | 126                       | Được chế tạo bởi Mitsubishi, là xe tăng chiến đấu chủ lực hiện tại trong biên chế của Nhật Bản |
|                         | Type 90                 | Xe tăng chiến đấu chủ lực        | 341                       | Được chế tạo bởi Mitsubishi đến năm 2009, sau đó được thay thế bằng Type 10                    |
|                         | Type 74                 | Xe tăng chiến đấu chủ lực        | 560                       | Được chế tạo bởi Mitsubishi đến năm 1988, sau đó được thay thế bằng Type 90                    |
|                         | Type 89                 | Xe chiến đấu bộ binh             | 68                        |                                                                                                |
|                         | Type 73                 | Xe bọc thép chở quân             | 338                       | Được chế tạo bởi Mitsubishi                                                                    |
|                         | Type 96                 | Xe bọc thép chở quân             | 365                       | Được chế tạo bởi Komatsu                                                                       |
|                         | Type 16                 | Pháo tự hành chống tăng bánh lốp | 69 (30 theo đơn đặt hàng) | Được chế tạo bởi Mitsubishi                                                                    |
|                         | Type 82                 | Xe chỉ huy và thông tin liên lạc | 231                       | Được chế tạo bởi Mitsubishi. Thiết kế của xe tương tự xe chỉ huy M1130 của Hoa Kỳ              |
|                         | Type 87                 | Xe trinh sát                     | 111                       | Được chế tạo bởi Komatsu                                                                       |
|                         | Type 82                 | Xe trinh sát hóa học             | 34                        | Được chế tạo bởi Mitsubishi                                                                    |
|                         | NBC                     | Xe trinh sát CBRN                | 21                        | Được chế tạo bởi Komatsu                                                                       |
|                         | Komatsu LAV             | Xe cơ động bộ binh hạng nhẹ      | 1.818                     | Được chế tạo bởi Komatsu đến năm 2019                                                          |
|                         | Bushmaster              | Xe cơ động bộ binh               | 8                         | Được chế tạo bởi Thales Australia                                                              |
|                         | Type 92                 | Xe rà phá bom mìn                |                           | Được chế tạo bởi Nissan Motor Aerospace division (trước năm 2000)/IHI Aerospace/Hitachi        |
|                         | AAV7A1 RAM/RS           | Xe bọc thép chở quân             | 52                        | Được nhập khẩu từ BAE Systems                                                                  |
| Pháo tự hành            |                         |                                  |                           |                                                                                                |
|                         | M270 MLRS               | Hệ thống pháo phản lực bắn loạt  | 99                        | Được chế tạo theo giấy phép với sự quản lý của IHI Aerospace                                   |
|                         | Type 99                 | Xe tiếp tế đạn dược              |                           | Được chế tạo bởi Hitachi                                                                       |
|                         | Type 87                 | Xe tiếp tế đạn dược              |                           | Được chế tạo bởi Hitachi                                                                       |
|                         | Type 19                 | Pháo tự hành bánh lốp            | 7                         | Được chế tạo bởi Mitsubishi/Japan Steel Works                                                  |
|                         | Type 99                 | Pháo tự hành                     | 135                       | Được chế tạo bởi Mitsubishi/Japan Steel Works                                                  |
|                         | M110                    | Pháo tự hành                     | 31                        | Được chế tạo theo giấy phép với sự quản lý của Japan Steel Works và Komatsu                    |
|                         | Type 96                 | Cối tự hành                      | 24                        | Được chế tạo bởi Hitachi/Howa, có biệt danh là Gottohanma (Búa thần)                           |
|                         | Type 87                 | Pháo phòng không tự hành         | 52                        | Được chế tạo bởi Mitsubishi                                                                    |
| Xe công binh thiết giáp |                         |                                  |                           |                                                                                                |
|                         | Type 11                 | Xe cứu hộ bọc thép               | 4                         | Được chế tạo bởi Mitsubishi                                                                    |
|                         | Type 90                 | Xe cứu hộ bọc thép               | 30                        | Được chế tạo bởi Mitsubishi                                                                    |
|                         | Type 78                 | Xe cứu hộ bọc thép               | 36                        | Được chế tạo bởi Mitsubishi                                                                    |
|                         | Type 91                 | Cầu cơ giới tự hành bọc thép     | 22                        | Được chế tạo bởi Mitsubishi                                                                    |
| Khác                    |                         |                                  |                           |                                                                                                |
|                         | Mitsubishi Type 73      | Xe địa hình                      |                           | Được chế tạo bởi Mitsubishi. Ngừng sản xuất vào năm 1997                                       |
|                         | Toyota Type 73          | Xe tải                           |                           | Được chế tạo bởi Toyota. Được sử dụng đặc biệt cho mục đích vận chuyển                         |
|                         | Isuzu Type 73           | Xe tải hạng nặng                 |                           | Được chế tạo bởi Isuzu                                                                         |
|                         | Mitsubishi Fuso Type 74 | Xe tải hạng nặng                 |                           | Được chế tạo bởi Mitsubishi Fuso (trước đây là Mitsubishi Motors)                              |
|                         | Mitsubishi Fuso Type 73 | Xe kéo rơ moóc                   |                           | Được chế tạo bởi Mitsubishi Fuso (trước đây là Mitsubishi Motors)                              |
|                         | Toyota Mega Cruiser     | Xe thể thao đa dụng              | 3.000                     | Được chế tạo bởi Toyota, sau đó ngừng sản xuất vào năm 2001                                    |
|                         | Honda XL250             | Xe máy trinh sát                 |                           | Được chế tạo bởi Honda, sau đó ngừng sản xuất vào năm 1992                                     |

## Máy bay
JGSDF vận hành 497 máy bay cánh cố định và trực thăng tính đến năm 2014.
| Hình ảnh                | Chủng loại                  | Loại                             | Phiên bản            | Số lượng             | Chú thích |
| Máy bay cánh cố định    | Máy bay cánh cố định        | Máy bay cánh cố định             | Máy bay cánh cố định | Máy bay cánh cố định | Máy bay cánh cố định |
| ----------------------- | --------------------------- | -------------------------------- | -------------------- | -------------------- | --- |
|                         | Bell Boeing V-22 Osprey     | Máy bay vận tải quân sự V/STOL   | CV-22B               | 7                    | 21 theo đơn đặt hàng |
|                         | Beechcraft Super King Air   | Máy bay đa chức năng             | LR-2                 | 8                    | Một chiếc bị rơi vào ngày 15 tháng 5 năm 2017 |
|                         | Mitsubishi MU-2             | Máy bay đa chức năng             | LR-1                 | 2                    | |
| Trực thăng              |                             |                                  |                      |                      | |
|                         | Boeing AH-64 Apache         | Trực thăng chiến đấu             | AH-64DJP             | 12                   | Tổng cộng có 13 chiếc được chế tạo bởi Fuji. Một chiếc bị rơi vào ngày 5 tháng 2 năm 2018                                                                       |
|                         | Bell AH-1 Cobra             | Trực thăng chiến đấu             | AH-1S                | 88                   | Được chế tạo bởi Fuji |
|                         | Kawasaki OH-1               | Trực thăng trinh sát             | OH-1                 | 38                   | 112 theo đơn đặt hàng. Được sử dụng thay thế cho phi đội OH-6D                                                                                                  |
|                         | OH-6D                       | Trực thăng trinh sát             | OH-6D                | 106                  | Được chế tạo bởi Kawasaki. Đang dần được thay thế bằng OH-1 |
|                         | Boeing CH-47 Chinook        | Trực thăng vận tải               | CH-47J CH-47JA       | 58                   | Được chế tạo bởi Kawasaki |
|                         | Sikorsky UH-60 Black Hawk   | Trực thăng đa chức năng          | UH-60JA              | 34                   | Được chế tạo nhiều nhất bởi Mitsubishi |
|                         | Bell UH-1 Iroquois          | Trực thăng đa chức năng          | UH-1H UH-1J          | 153                  | Được chế tạo bởi Fuji, sau đó được thay thế bằng phiên bản Bell 412 EPI                                                                                         |
|                         | Enstrom 480                 | Trực thăng huấn luyện            | TH-480B              | 12                   | |
|                         | Eurocopter EC225 Super Puma | Trực thăng VIP                   | EC 225LP             | 3                    | Được sử dụng thay thế cho AS332 L2 |
| Máy bay không người lái |                             |                                  |                      |                      | |
|                         | Fuji FFOS và Fuji FFRS      | Máy bay không người lái          |                      |                      | Máy bay không người lái dạng trực thăng loại nhỏ. Chủ yếu được sử dụng làm nền tảng trinh sát tiền phương cho lực lượng pháo binh dã chiến                      |
|                         | Boeing Insitu ScanEagle     | Máy bay không người lái          |                      | 1                    | Được phân phối bởi Insitu Pacific |
|                         | Yamaha R-MAX                | Máy bay không người lái          |                      |                      | Máy bay không người lái dạng trực thăng loại nhỏ |
|                         | Honeywell RQ-16 T-Hawk      | Máy bay không người lái khảo sát |                      |                      | Đang phục vụ với một số lượng nhất định trong Lực lượng Thường trực Trung ương. Chủ yếu được sử dụng để trinh sát các khu vực nguy hiểm (ví dụ khảo sát bức xạ) |

## Trang thiết bị cũ, đã loại biên hoặc dự phòng

### Vũ khí bộ binh
| Hình ảnh    | Chủng loại             | Nguồn gốc | Loại                                     | Chú thích |
| ----------- | ---------------------- | --------- | ---------------------------------------- | --- |
| không khung | Howa Type 64           | Nhật Bản  | Súng trường chiến đấu 7,62×51mm NATO     | Được xem là một trang bị tiêu chuẩn cho đến khi nó được thay thế bằng Type 89 vào năm 1989. Nó cũng được sử dụng như súng bắn tỉa cho đến khi nó được thay thế bởi M24 vào năm 2002 |
| không khung | M1 Garand              | Hoa Kỳ    | Súng trường chiến đấu .30-06 Springfield | Được xem là một trang bị tiêu chuẩn cho đến khi nó được thay thế bằng Type 64 vào năm 1964                                                                                          |
| không khung | M1                     | Hoa Kỳ    | Súng carbine .30 Carbine                 | Có được thông qua chương trình "Military Assistance Program" của Hoa Kỳ |
| không khung | M1A1 Thompson          | Hoa Kỳ    | Súng tiểu liên .45 ACP                   | Được sử dụng bởi JGSDF cho đến thập niên 1970 |
| không khung | M3 Grease Gun          | Hoa Kỳ    | Súng tiểu liên .45 ACP                   | Vẫn được sử dụng với số lượng hạn chế bởi các đội xe |
| không khung | M1903 Springfield      | Hoa Kỳ    | Súng trường chiến đấu .30-06 Springfield | |
| không khung | M1918                  | Hoa Kỳ    | Súng máy hạng nhẹ .30-06 Springfield     | |
| không khung | M1919                  | Hoa Kỳ    | Súng máy hạng trung .30-06 Springfield   | |
| không khung | M2                     | Hoa Kỳ    | Súng phun lửa sử dụng napalm/thùng xăng  | |
|             | M65/M66                | Nhật Bản  | Súng tiểu liên 9×19mm Parabellum         | Chỉ có nguyên mẫu |
| không khung | M1911                  | Hoa Kỳ    | Súng ngắn bán tự động .45 ACP            | |
| không khung | Colt Detective Special | Hoa Kỳ    | Súng ngắn ổ xoay .38 Special             | |
| không khung | MK2                    | Hoa Kỳ    | Lựu đạn                                  | Hàng tồn kho của quân đội Hoa Kỳ trước đây |
| không khung | M26                    | Hoa Kỳ    | Lựu đạn                                  | Hàng tồn kho của quân đội Hoa Kỳ trước đây |
|             | MK3                    | Hoa Kỳ    | Lựu đạn                                  | Hàng tồn kho của quân đội Hoa Kỳ trước đây |
|             | M31 HEAT               | Hoa Kỳ    | Lựu đạn bắn bằng súng 66mm               | Được sử dụng bằng Howa Type 64 và M1 Garand |

### Trang bị cá nhân
| Hình ảnh    | Tên                                                | Loại      | Chú thích                                                                                 |
| ----------- | -------------------------------------------------- | --------- | ----------------------------------------------------------------------------------------- |
| không khung | Đồng phục M1943 của quân đội Hoa Kỳ                | Quân phục | Nhật Bản sản xuất các biến thể của các mẫu năm 1950 và 1951                               |
| không khung | Trang bị mang vác M-1956 (M-1956 LCE)              | Quân phục | Do Nhật Bản sản xuất                                                                      |
| không khung | Trang bị mang vác cá nhân hạng nhẹ đa năng (ALICE) | Quân phục | Do Nhật Bản sản xuất                                                                      |
| không khung | Lưỡi lê M1 và M1905E1                              | Lưỡi lê   | Do Nhật Bản sản xuất                                                                      |
|             | Lưỡi lê M4                                         | Lưỡi lê   | Do Nhật Bản sản xuất                                                                      |
| không khung | Lưỡi lê M5                                         | Lưỡi lê   | Do Nhật Bản sản xuất                                                                      |
| không khung | C-rations                                          | Lương khô |                                                                                           |
| không khung | D-rations                                          | Lương khô |                                                                                           |
| không khung | Cặp lồng M-1942                                    | Cặp lồng  |                                                                                           |
| không khung | Dù nhảy T-10                                       | Dù nhảy   | Được sản xuất theo giấy phép với sự quản lý của Fuji Sangyo Co. Ltd. (Fujikura Parachute) |
|             | Dù chở hàng G-11                                   | Dù nhảy   | Được sản xuất theo giấy phép với sự quản lý của Fuji Sangyo Co. Ltd.                      |
|             | Dù chở hàng G-12                                   | Dù nhảy   | Được sản xuất theo giấy phép với sự quản lý của Fuji Sangyo Co. Ltd.                      |

### Xe cộ
| Hình ảnh                | Tên                     | Nguồn gốc             | Loại                         |
| Xe tăng/Xe thiết giáp   | Xe tăng/Xe thiết giáp   | Xe tăng/Xe thiết giáp | Xe tăng/Xe thiết giáp        |
| ----------------------- | ----------------------- | --------------------- | ---------------------------- |
|                         | Type 61                 | Nhật Bản              | Xe tăng chiến đấu chủ lực    |
|                         | M41 Walker Bulldog      | Hoa Kỳ                | Xe tăng hạng nhẹ             |
|                         | M24 Chaffee             | Hoa Kỳ                | Xe tăng hạng nhẹ             |
|                         | M4 Sherman              | Hoa Kỳ                | Xe tăng hạng trung           |
|                         | Type 60                 | Nhật Bản              | Xe bọc thép chở quân         |
|                         | M20                     | Hoa Kỳ                | Xe trinh sát                 |
|                         | M8 Greyhound            | Hoa Kỳ                | Xe trinh sát                 |
| Pháo tự hành            |                         |                       |                              |
|                         | Type 60                 | Nhật Bản              | Pháo tự hành chống tăng      |
|                         | Type 60                 | Nhật Bản              | Cối tự hành                  |
|                         | Type 60                 | Nhật Bản              | Cối tự hành                  |
|                         | Type 74                 | Nhật Bản              | Pháo tự hành                 |
|                         | M52A1                   | Hoa Kỳ                | Pháo tự hành                 |
|                         | M44A1                   | Hoa Kỳ                | Pháo tự hành                 |
|                         | Type 75                 | Nhật Bản              | Pháo phản lực bắn loạt       |
|                         | Type 67 Model 30        | Nhật Bản              | Pháo phản lực                |
|                         | M42 Duster              | Hoa Kỳ                | Pháo phòng không tự hành     |
|                         | M19                     | Hoa Kỳ                | Pháo phòng không tự hành     |
|                         | M8                      | Hoa Kỳ                | Xe kéo pháo                  |
|                         | M5                      | Hoa Kỳ                | Xe kéo pháo                  |
|                         | M4                      | Hoa Kỳ                | Xe kéo pháo                  |
|                         | Type 73                 | Nhật Bản              | Xe kéo pháo/tiếp tế đạn dược |
| Xe công binh thiết giáp |                         |                       |                              |
|                         | Type 70                 | Nhật Bản              | Xe cứu hộ bọc thép           |
|                         | M32                     | Hoa Kỳ                | Xe cứu hộ bọc thép           |
|                         | Type 67                 | Nhật Bản              | Cầu cơ giới tự hành bọc thép |
| Khác                    |                         |                       |                              |
|                         | Mitsubishi Jeep J       | Nhật Bản              | Xe địa hình                  |
|                         | Toyota BQ/FQ10・15/HQ15 | Nhật Bản              | Xe tải bốn bánh              |
|                         | Dodge WC                | Hoa Kỳ                | Xe tải bốn bánh              |
|                         | Isuzu TS/TW             | Nhật Bản              | Xe tải bốn bánh              |
|                         | GMC CCKW                | Hoa Kỳ                | Xe tải sáu bánh              |
|                         | Xe đầu kéo chở tăng M25 | Hoa Kỳ                | Xe kéo rơ moóc               |

### Pháo
| Hình ảnh    | Chủng loại     | Nguồn gốc | Loại                                                         |
| ----------- | -------------- | --------- | ------------------------------------------------------------ |
| không khung | Type 64        | Nhật Bản  | Tên lửa điều khiển chống tăng dẫn đường bằng dây MCLOS 120mm |
| không khung | M51 Skysweeper | Hoa Kỳ    | Súng phòng không 75mm                                        |
| không khung | L-90           | Thụy Sĩ   | Pháo tự động 35mm                                            |
| không khung | Bofors         | Thụy Điển | Pháo tự động 40mm                                            |

### Máy bay
| Hình ảnh    | Chủng loại                              | Nguồn gốc                            | Loại                             |
| ----------- | --------------------------------------- | ------------------------------------ | -------------------------------- |
| không khung | Kawasaki KAQ-1                          | Nhật Bản                             | Máy bay không người lái          |
| không khung | Kawasaki KAT-1                          | Nhật Bản                             | Máy bay huấn luyện               |
| không khung | Beechcraft/Fuji T-34 Mentor (Model B45) | Hoa Kỳ                               | Máy bay huấn luyện               |
| không khung | Fuji LM-1 Nikko                         | Nhật Bản                             | Máy bay liên lạc quân sự         |
| không khung | Fuji TL-1                               | Nhật Bản                             | Máy bay huấn luyện               |
| không khung | Mitsubishi (Sikorsky) H-19C             | Hoa Kỳ · Được chế tạo theo giấy phép | Trực thăng đa chức năng          |
| không khung | Kawasaki (Hughes) TH-55J                | Hoa Kỳ · Được chế tạo theo giấy phép | Trực thăng đa chức năng          |
| không khung | Kawasaki KH-4                           | Nhật Bản                             | Trực thăng đa chức năng hạng nhẹ |
| không khung | Kawasaki (Hughes) OH-6                  | Hoa Kỳ · Được chế tạo theo giấy phép | Trực thăng trinh sát hạng nhẹ    |